# بوب لورد
بوب لورد (بالإنجليزية: Bob Lord)‏ هو شخصية أعمال أمريكي، ولد في القرن العشرين.

## وصلات خارجية
- الموقع الرسمي
- بوب لورد على موقع ميوزك برينز (الإنجليزية)
- بوب لورد على موقع ميوزك برينز (الإنجليزية)